# Herpysma
Herpysma je rod orhideja smješten u podtribus Physurinae. Jedina vrsta je H. longicaulis, rizomatozni geofit koji raste od Himalaje do Kine (W. Yunnan) i na jug do Sumatre., 
Pronađena je u istočnim Himalajama, Assamu, Nepalu, Mjanmaru, Tajlandu, Sumatri i Vijetnamu u gustim brdskim zimzelenim šumama na nadmorskim visinama od 700 do 2400 metara. Biljke visine 18-30 cm.

## Sinonimi
- Erythrodes bracteata (Blume) Schltr. in K.M.Schumann & C.A.G.Lauterbach, Fl. Schutzgeb. Südsee, Nachtr.: 87 (1905)
- Herpysma bracteata (Blume) J.J.Sm. in Blumea 1: 213 (1934)
- Herpysma sumatrana Carr in J. Malayan Branch Roy. Asiat. Soc. 11: 69 (1933)
- Physurus bracteatus Blume in Coll. Orchid.: 97 (1859)